# Valencia Creek
Valencia Creek is een plaats in de Australische deelstaat Victoria.